# František Kaván

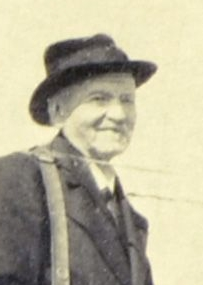
František Kaván

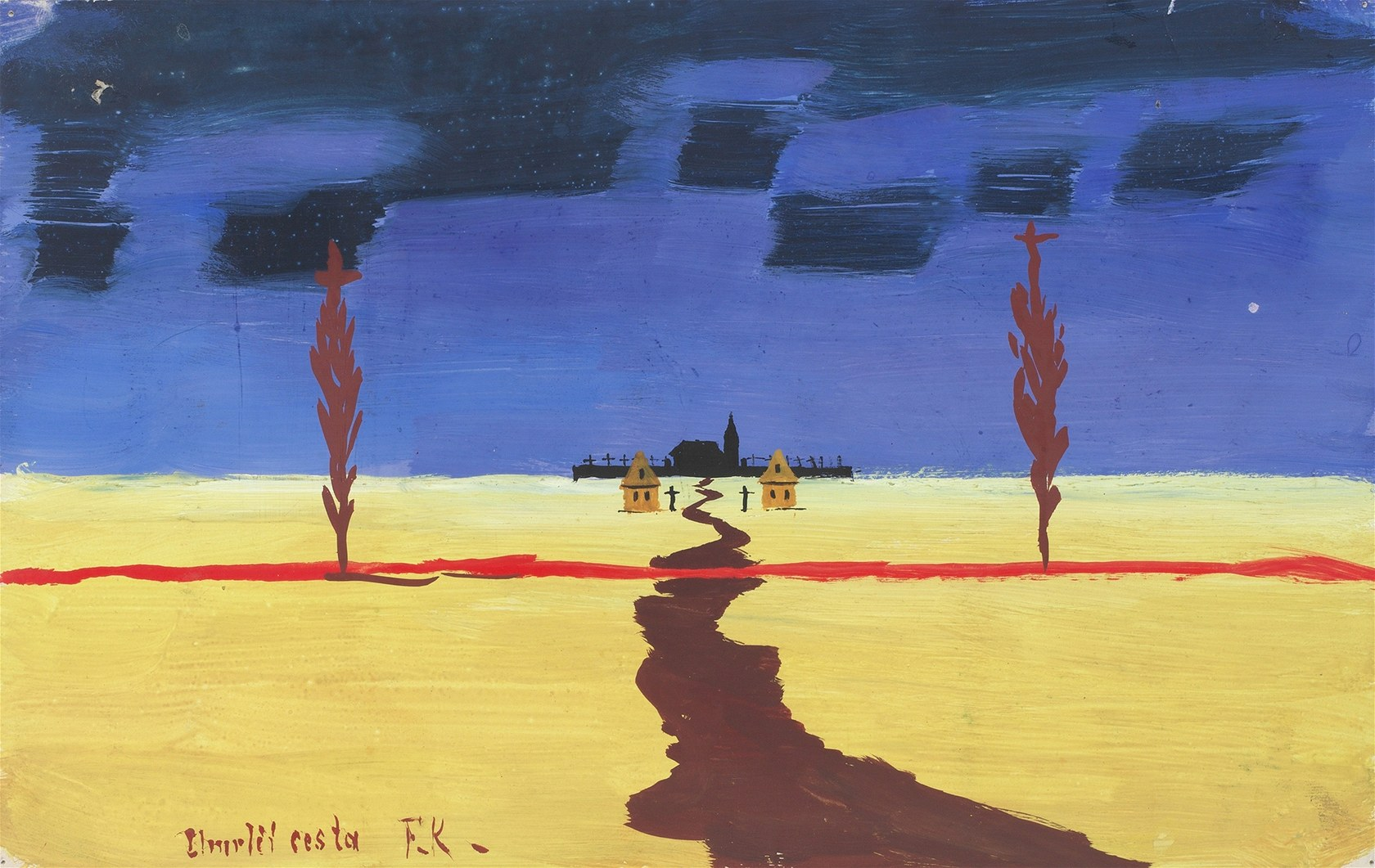
Umrlčí cesta, 1895–1896

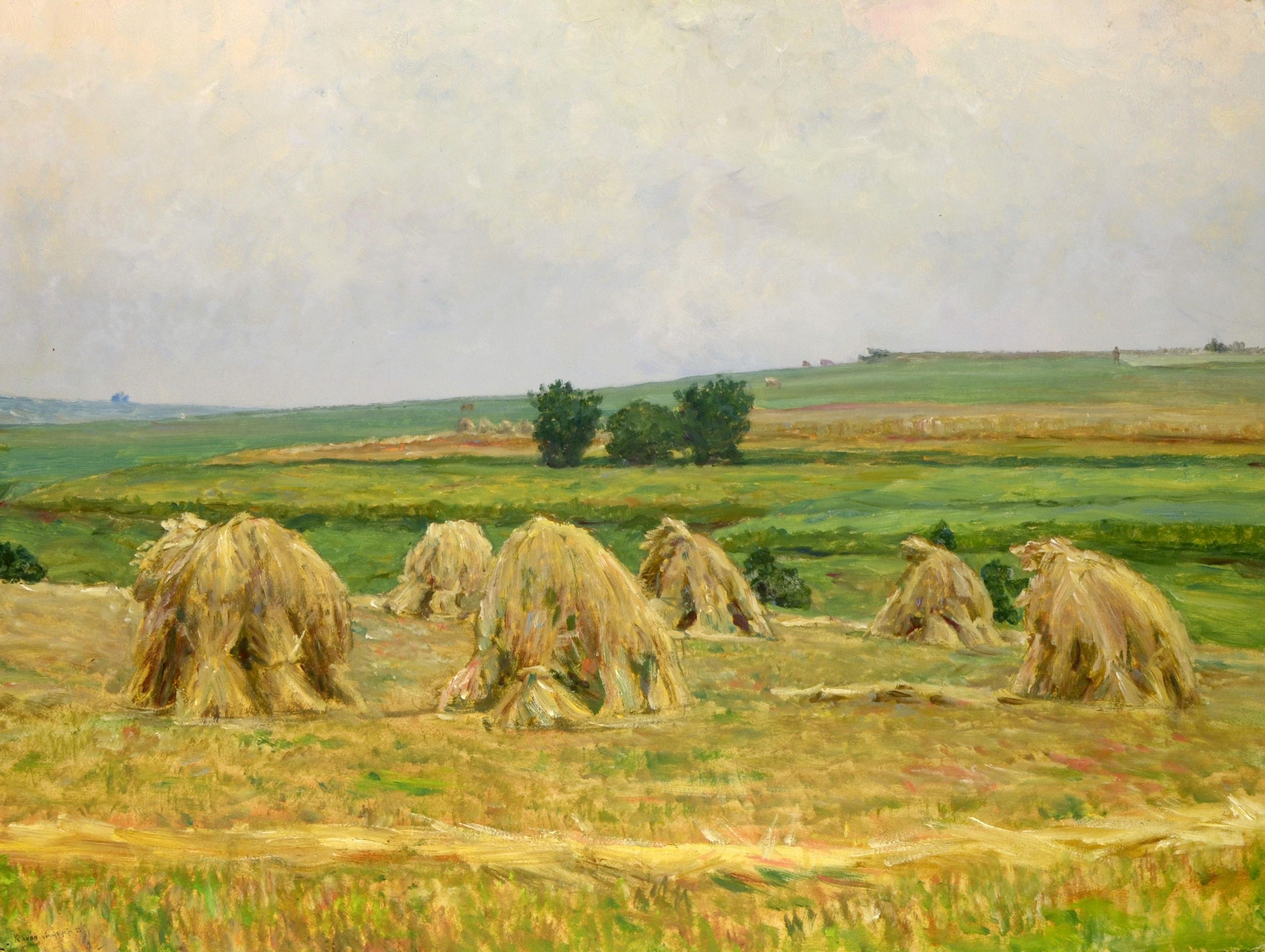
Ernte, ÖL/Lw, 1922

František Kaván (* 10. September 1866 in Víchovská Lhota nahe Jilemnice; † 16. Dezember 1941 in Libuň) war ein tschechischer Maler.

## Leben
Er studierte von 1890 bis 1895 in der Landschaftsklasse der Akademie Prag. Neben Otakar Lebeda und Antonín Slavíček gehörte er zu den bedeutenden Schülern von Julius Mařák, der die Landschaftsklasse von Max Haushofer, die seit 1866 geschlossen war, wieder ins Leben gerufen und bis zu seinem Tod 1899 geleitet hatte.
Eine Ausstellung in Prag 1892 mit Arbeiten des 1891 verstorbenen Antonín Chittussi hat Kaván tief beeindruckt und vor allem geprägt. Als er sich dem Symbolismus zuwandte, stand er in der Kritik seines Lehrers, der seine Kunst als „Schwarze Malerei“ bezeichnete. Er verließ 1895 die Akademie und blieb bis 1899, auch in seinem literarischen Werk, dieser Stilrichtung verbunden.
1900 erhielt er auf der Pariser Weltausstellung für seine Wolkenbilder von 1894 eine Goldmedaille. Nach seiner expressiven, symbolistischen Kunstphase kehrte er um 1900 zur reinen Landschaftsmalerei mit realistischen Impressionen zurück, der er bis zu seinem Tod 1941 treu blieb. Am bekanntesten sind seine Winterbilder.
Von 1922 bis 1925 lebte er in Libuň nahe Jičín. Bis 1930 hielt er sich in Svobodné Harmy auf, um dann nach Libuň zurückzukehren, wo er bis zu seinem Lebensende blieb. 